# Eggendorf im Traunkreis
Eggendorf im Traunkreis är en ort och kommun  i Österrike. Den ligger i distriktet Linz-Land i förbundslandet Oberösterreich, 170 kilometer väster om huvudstaden Wien. 
Kommunen består av fem orter (Ortschaften) (inom parentes invånarantal 1 januari 2024):
- Brunnern (82)
- Eggendorf im Traunkreis (741)
- Grassing (6)
- Hueb (207)
- Kroisbach (122)